# Piano Phase
Piano Phase est une œuvre de musique minimaliste du compositeur américain Steve Reich écrite en 1967. Elle fait partie des premières œuvres importantes du compositeur et constitue une avancée technique majeure dans sa carrière. Écrite pour deux pianos (ou une bande magnétique et un piano) et également transcrite pour deux marimbas, elle constitue la toute première œuvre purement instrumentale de musique de phase de Reich qui jusqu'alors n'avait utilisé que des bandes magnétiques pour réaliser les processus de phasing qu'il venait de mettre en application. Donnée en création le 17 mars 1967, cette œuvre constitue la base théorique de sa période dite de « minimalisme de jeunesse » basé uniquement sur le déphasage et le rythme qui nourriront ses créations jusqu'en 1971 avec la pièce Drumming.

## Historique
Piano Phase est le premier essai de Steve Reich pour appliquer ses découvertes sur le phasing faites avec It's Gonna Rain (1965) et Come Out (1966), non plus seulement à des enregistrements sur bande magnétique auxquels il se sentait alors « trop lié », mais à de vrais instruments qui pourraient les réaliser en direct. Reich avait déjà effectué un essai hybride avec Reed Phase (1966), en combinant un instrument (un saxophone soprano) et une bande magnétique. Il écrit à la fin de l'année 1966, les premières versions de Piano Phase qui s'inscrivent dans cette même idée de réaliser de la musique de phase à partir d'un instrument et d'une bande magnétique.
N'ayant pas à sa disposition deux pianos, Reich a tout d'abord abordé la composition seul, en enregistrant tout d'abord la partie de piano sur une bande magnétique, puis en essayant de jouer avec la bande en décalant d'une frappe le motif de douze notes. L'expérience lui procure une grande satisfaction, lui montrant qu'un musicien peut parfaitement, avec de la concentration, se substituer à la machine. Cela se révèle aussi une expérience de jeu agréable, qui tout en étant parfaitement déterminée à l'avance, ne nécessite pas de lire la partition, le musicien pouvant jouer principalement à l'écoute. Piano Phase est aussi la première œuvre officielle de Steve Reich composée pour instrument seul et se passant de l'utilisation de sons enregistrés.
Début 1967, lors de la première de Reed Phase à la Fairleigh Dickinson University, Reich et un ami musicien, Arthur Murphy, ont la possibilité d'expérimenter Piano Phase sur deux pianos lors d'un concert en direct. Reich découvre à cette occasion qu'il est parfaitement possible de se passer de bande magnétique et de réaliser des processus de phasing sans aide mécanique. Reich a expérimenté plusieurs versions, y compris une version pour quatre pianos électriques intitulée Four Pianos datant de mars 1967, avant de se décider pour une version définitive de la pièce écrite pour deux pianos. La création de la version pour quatre pianos a été effectuée le 17 mars 1967 à la Park Place Gallery par Art Murphy, James Tenney, Philip Corner et le compositeur.
Bien qu'écrite pour deux pianistes, Piano Phase peut être interprétée par un musicien seul jouant simultanément sur deux pianos, requérant une concentration exceptionnelle. La première exécution en solo a été réalisée par Rob Kovacs au Baldwin-Wallace College en 2004, d'autres pianistes, comme Peter Aidu le suivront .

## Structure
Piano Phase est basée sur la technique de phasing inventée par Reich. L'œuvre est composée d'une partition de départ de trente-deux mesures sous-divisée en trois sections, chaque section reprenant un même motif de base. Chaque mesure est répétée ad libitum selon une marge associée à chacune d'entre elles (x4 à x8), (x8 à x16), (x8 à x24), (x12 à x18), (x16 à x24), (x16 à x32), (x24 à x48), (x48 à x60). D'une durée de 15 à 20 minutes, cette œuvre pour deux pianos, fut aussi adaptée pour deux marimbas (Marimba Phase) par le compositeur.

### Première section
La première section est la plus longue des trois et est constituée du motif le plus complexe. Le motif de départ est de douze notes sur un rythme non noté de 6/8, et est joué sur un rythme régulier de doubles croches formant deux groupes entrelacés de respectivement trois notes (mi-si-ré) et deux notes (fa# - do#), répétés respectivement deux et trois fois. Seulement cinq hauteurs différentes sont utilisées sur les douze notes du motif.

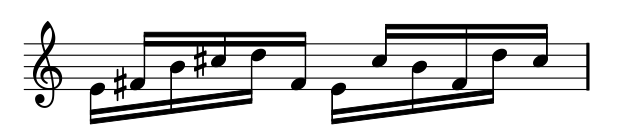
Le premier motif de base : 12 doubles croches groupées en 4x3.

Ce motif est tout d'abord joué en solo par un seul piano. Puis commence alors le principe de déphasage où le deuxième pianiste va, après une première partie à l'unisson, accélérer le motif de départ pour le dépasser d'une double croche; rester un moment au même rythme que le premier pianiste, puis avancer d'une nouvelle double croche, répétant le principe douze fois jusqu'au moment où les deux pianistes se retrouveront à nouveau à l'unisson.

### Deuxième section
La deuxième partie suit immédiatement la fin de la première. Le motif de base est raccourci à huit doubles croches sur un rythme non noté de 4/8, mais à la différence de la première partie, le processus de déphasage est effectué non pas à partir du même motif, mais entre deux motifs différents. Un nouveau motif de 8 doubles croches est donc introduit, et un cycle de décalage de phase s'instaure alors entre ces deux motifs. Bien que plus réduit en nombre de notes, le deuxième cycle de phase comporte 6 hauteurs différentes, les cinq du cycle précédent auquel se rajoute le La.

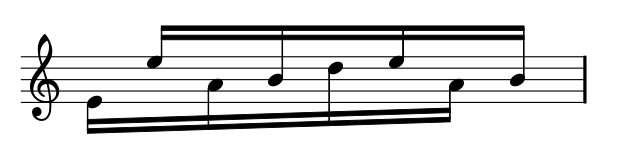
Le deuxième motif de base : 8 doubles croches groupées en 2x4.

La section se termine par une mesure (26a) de deux doubles croches (mi mi doublé à l'octave supérieure), transition vers la troisième section.

### Troisième section
La dernière partie introduit un motif beaucoup plus simple sur un rythme non noté de 2/8, construit à partir du second, et ne comportant que quatre hauteurs différentes. Un troisième et dernier cycle de phase se construit alors à partir de ce motif répété ad libitum de huit à soixante fois selon les figures.

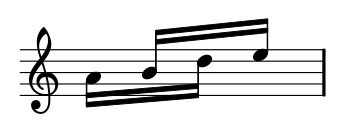
Le dernier et le plus simple des motifs de base de Piano Phase : 4 doubles croches groupées en 2x2.

## Analyse
Piano Phase est un bon exemple de « musique en tant que processus graduel », tel que Reich le définit dans son essai de 1968. Dans ce texte, Reich décrit son intérêt pour la définition de processus permettant de générer de la musique, avec comme caractéristiques que ce processus soit perceptible par l'auditeur, qu'il soit graduel (les différences apparaissent très lentement), et que le processus soit déterministe : la définition du processus et d'un matériel musical de base définit parfaitement (note à note) l'ensemble de la composition. Autrement dit, une fois que le motif de base et le processus de phase ont été définis, la musique se compose elle-même.
L'intérêt pour l'auditeur est alors de percevoir le processus évoluer de lui-même, ce qui selon Reich apporte suffisamment d'imprévus pour soutenir son attention. Ce que Reich appelle des « sous-produits du processus de phase » se forment alors par la superposition des motifs, et peuvent être des sous-mélodies qui se forment spontanément, des effets d'échos ou de résonance, de stéréo suivant la position de l'auditeur, d'addition des sons, ou de variations de tempo. Chaque auditeur construit alors sa propre perception de l'œuvre à partir de son expérience d'écoute.
Pour le musicologue Keith Potter, la composition de Piano Phase a mené Reich à plusieurs découvertes qui marqueront ses futures compositions. La première est la découverte d'un matériel harmonique simple mais souple, qui donne des résultats intéressants lors du processus de phase. L'organisation du motif en 12 temps se révèle aussi être fructueuse, et sera réutilisée dans Clapping Music et Music for 18 Musicians par exemple. Une autre nouveauté est l'apparition d'ambigüités rythmiques lors du processus de phase à partir d'un motif de base pourtant rythmiquement simple. La perception rythmique lors du processus de phase varie considérablement, allant du très simple (lorsque les motifs sont en phase, donc en homorythmie), à la perception de rythmes intriqués complexes, ou d'un doublement de tempo.
La première section de Piano Phase est celle qui a été le plus étudiée par les musicologues. Une propriété remarquable du cycle de phase de la première section est qu'il est symétrique. Si on numérote les différentes figures du cycle de phase, la figure n°1 étant le début de la pièce où un seul piano joue le motif en solo, alors il existe une symétrie autour de la figure 8. Les figures 7 et 9 sont identiques, de même pour les figures 6 et 10, 5 et 11, etc.
| Figure           | 1        | 2           | 3  | 4  | 5  | 6  | 7 | 8 | 9 | 10 | 11 | 12 | 13 | 14           |
| ---------------- | -------- | ----------- | -- | -- | -- | -- | - | - | - | -- | -- | -- | -- | ------------ |
| décalage.        | - (solo) | 0 (unisson) | 1  | 2  | 3  | 4  | 5 | 6 | 7 | 8  | 9  | 10 | 11 | 12 (unisson) |
| Figure identique | -        | 14          | 13 | 12 | 11 | 10 | 9 | 8 | 7 | 6  | 5  | 4  | 3  | 2            |

## Utilisation en danse contemporaine
En 1982, la chorégraphe belge Anne Teresa De Keersmaeker crée le premier mouvement de Fase sur Piano Phase en dansant avec Michèle Anne De Mey un pas de deux qui pose sur cette musique les prémices de son langage chorégraphique propre. L'ensemble Fase constitue depuis une pièce majeure de la danse contemporaine,. Ce premier mouvement de Fase sera dansé par la chorégraphe accompagnée de diverses partenaires près de 200 fois dans le monde au cours de sa carrière et intégré au spectacle Steve Reich Evening composé en 2008, en hommage à la musique de Reich.

## Enregistrements
- Steve Reich, Early Works, par Nurit Tilles et Edmund Niemann, Nonesuch Records, 1992.
- Another Look at Counterpoint, par l'ensemble Group 180, Amiata, 1993.
- Piano Phase par l'Ensemble Avantgarde, Wergo, 1999.
- Images 4 Music (DVD) par Maki Namekawa et Dennis Russell Davies, Orange Mountain, 2005.
- Sextet, Piano Phase, Eight Lines par le London Steve Reich Ensemble, CPO, 2007.
- Maximum ! Minimum ! Modern – Sung-Soo Cho, piano (2015, Albany TROY1617) (OCLC 966451346)